# Embacadere
Embacadere es una localidad de Trinidad y Tobago, que forma parte de la ciudad de San Fernando.

## Geografía
La localidad abarca parte de la isla Trinidad y limita al norte con Broadway, al sur con Gulf View, al este con Les Efforts West y al oeste con el golfo de Paria.

## Demografía
Datos demográficos de la localidad de Embacadere:
| Gráfica de evolución demográfica de Embacadere entre 2000 y 2011 |
|                                                                  |